# Classic Sud Ardèche 2014
La Classic Sud Ardèche 2014, quattordicesima edizione della corsa e valida come evento dell'UCI Europe Tour 2014 categoria 1.1, si svolse il 1º marzo 2014 su un percorso di 200 km. Fu vinta dal francese Florian Vachon, che giunse al traguardo con il tempo di 5h14'35", alla media di 38,14 km/h.
Al traguardo 130 ciclisti portarono a termine il percorso.

## Squadre e corridori partecipanti
| N.    | Cod. | Squadra                    |
| ----- | ---- | -------------------------- |
| 1-8   | BIG  | BigMat-Auber 93            |
| 11-18 | FDJ  | FDJ.fr                     |
| 21-28 | ALM  | AG2R La Mondiale           |
| 31-38 | EUC  | Team Europcar              |
| 41-48 | GIA  | Team Giant-Shimano         |
| 51-58 | BMC  | BMC Racing Team            |
| 61-68 | OPQ  | Omega Pharma-Quickstep     |
| 71-78 | TFR  | Trek Factory Racing        |
| 81-88 | BEL  | Belkin Pro Cycling Team    |
| 91-98 | COF  | Cofidis, Solutions Credits |

| N.      | Cod. | Squadra                         |
| ------- | ---- | ------------------------------- |
| 101-108 | BSE  | Bretagne-Séché Environnement    |
| 111-118 | AND  | Androni Giocattoli-Venezuela    |
| 121-128 | WGG  | Wanty-Groupe Gobert             |
| 131-138 | CJR  | Caja Rural-Seguros RGA          |
| 141-148 | UHC  | UnitedHealthcare Pro Cycling T. |
| 151-158 | TSV  | Topsport Vlaanderen-Baloise     |
| 161-168 | LPM  | La Pomme Marseille 13           |
| 171-178 | RDT  | Rabobank Development Team       |
| 181-188 | WBC  | Wallonie-Bruxelles              |
| 191-198 | WIL  | Vérandas Willems                |

## Ordine d'arrivo (Top 10)
| Pos. | Corridore        | Squadra       | Tempo    |
| ---- | ---------------- | ------------- | -------- |
| 1    | Florian Vachon   | Bretagne      | 5h14'35" |
| 2    | Michał Gołaś     | Omega Pharma  | s.t.     |
| 3    | Philippe Gilbert | BMC Racing    | s.t.     |
| 4    | Romain Bardet    | AG2R La Mond. | s.t.     |
| 5    | Rémy Di Grégorio | La Pomme Mar. | s.t.     |
| 6    | Cyril Gautier    | Europcar      | s.t.     |
| 7    | Jonathan Hivert  | Belkin        | s.t.     |
| 8    | Julián Arredondo | Trek Factory  | s.t.     |
| 9    | Gianni Meersman  | Omega Pharma  | s.t.     |
| 10   | Pieter Serry     | Omega Pharma  | s.t.     |